# Arcidiocesi di Bouaké
L'arcidiocesi di Bouaké (in latino Archidioecesis Buakensis) è una sede metropolitana della Chiesa cattolica in Costa d'Avorio. Nel 2022 contava 244.000 battezzati su 1.385.000 abitanti. È retta dall'arcivescovo Jacques Assanvo Ahiwa.

## Territorio
L'arcidiocesi comprende i dipartimenti ivoriani di Béoumi, Bouaké e Sakassou nella regione della Valle del Bandama, e quelli di M'bahiakro e Daoukro nella regione di N'zi-Comoé.
Sede arcivescovile è la città di Bouaké, dove si trova la cattedrale di Santa Teresa.
Il territorio si estende su 20.000 km² ed è suddiviso in 31 parrocchie.

### Provincia ecclesiastica
La provincia ecclesiastica di Bouaké, istituita nel 1994, comprende le seguenti suffraganee:
- diocesi di Abengourou;
- diocesi di Bondoukou;
- diocesi di Yamoussoukro.

## Storia
La prefettura apostolica di Bouaké fu eretta il 17 maggio 1951 con la bolla Quo fructuosius di papa Pio XII, ricavandone il territorio dal vicariato apostolico di Abidjan (oggi arcidiocesi).
Il 14 settembre 1955 la prefettura apostolica fu elevata a diocesi con la bolla Dum tantis dello stesso papa Pio XII. Originariamente era suffraganea dell'arcidiocesi di Abidjan.
Il 13 settembre 1963 e il 6 marzo 1992 cedette porzioni del suo territorio a vantaggio dell'erezione rispettivamente delle diocesi di Abengourou e di Yamoussoukro.
Il 19 dicembre 1994 la diocesi è stata elevata al rango di arcidiocesi metropolitana con la bolla Quo aptius di papa Giovanni Paolo II.

## Cronotassi dei vescovi
Si omettono i periodi di sede vacante non superiori ai 2 anni o non storicamente accertati.
- André-Pierre Duirat, S.M.A. † (26 ottobre 1951 - 17 maggio 1973 dimesso)
- Vital Komenan Yao † (17 maggio 1973 - 22 settembre 2006 deceduto)
- Paul-Siméon Ahouanan Djro, O.F.M. † (22 settembre 2006 succeduto - 12 febbraio 2024 deceduto)
- Jacques Assanvo Ahiwa, dal 25 luglio 2024[1]

## Statistiche
L'arcidiocesi nel 2022 su una popolazione di 1.385.000 persone contava 244.000 battezzati, corrispondenti al 17,6% del totale.
| anno | popolazione | popolazione | popolazione | presbiteri | presbiteri | presbiteri | presbiteri                | diaconi | religiosi | religiosi | parrocchie |
| anno | battezzati  | totale      | %           | numero     | secolari   | regolari   | battezzati per presbitero | diaconi | uomini    | donne     | parrocchie |
| ---- | ----------- | ----------- | ----------- | ---------- | ---------- | ---------- | ------------------------- | ------- | --------- | --------- | ---------- |
| 1959 | 36.317      | 578.927     | 6,3         | 30         | 4          | 26         | 1.210                     |         | 6         | 33        | 13         |
| 1970 | 59.298      | 810.000     | 7,3         | 48         | 11         | 37         | 1.235                     |         | 55        | 69        | 16         |
| 1980 | 117.817     | 1.200.000   | 9,8         | 57         | 13         | 44         | 2.066                     |         | 71        | 84        | 21         |
| 1990 | 235.376     | 1.306.000   | 18,0        | 61         | 22         | 39         | 3.858                     |         | 56        | 87        | 24         |
| 1997 | 68.148      | 684.000     | 10,0        | 48         | 18         | 30         | 1.419                     |         | 51        | 69        | 17         |
| 2000 | 125.000     | 1.250.000   | 10,0        | 37         | 19         | 18         | 3.378                     |         | 24        | 62        | 6          |
| 2001 | 212.537     | 2.125.310   | 10,0        | 43         | 16         | 27         | 4.942                     |         | 47        | 75        | 8          |
| 2002 | 170.837     | 1.750.120   | 9,8         | 72         | 21         | 51         | 2.372                     |         | 73        | 70        | 18         |
| 2003 | 82.653      | 2.183.620   | 3,8         | 44         | 19         | 25         | 1.878                     |         | 34        | 75        | 17         |
| 2004 | 152.240     | 918.730     | 16,6        | 50         | 31         | 19         | 3.044                     |         | 29        | 37        | 15         |
| 2006 | 161.000     | 975.000     | 16,5        | 55         | 39         | 16         | 2.927                     |         | 34        | 57        | 20         |
| 2013 | 183.000     | 1.071.000   | 17,1        | 59         | 51         | 8          | 3.101                     |         | 40        | 59        | 23         |
| 2015 | 205.000     | 1.164.000   | 17,6        | 57         | 45         | 12         | 3.596                     |         | 43        | 59        | 25         |
| 2018 | 221.600     | 1.257.790   | 17,6        | 60         | 48         | 12         | 3.693                     |         | 44        | 54        | 31         |
| 2020 | 233.130     | 1.323.220   | 17,6        | 62         | 56         | 6          | 3.760                     |         | 38        | 54        | 31         |
| 2022 | 244.000     | 1.385.000   | 17,6        | 65         | 59         | 6          | 3.753                     |         | 38        | 54        | 31         |